# Solid Gospel
Solid Gospel är en gospelkör från Göteborg som består av 25 sångare och 5 kompmusiker. Gruppen leds av Malin Abrahamsson.
Solid Gospel grundades av studenter på Musikhögskolan i Göteborg under 1990. 1994 släppte kören sin första CD-skiva, In His hands. 1995 medverkade kören första gången i ett TV-program, Sjung för Guds skull. Sin anknytning till Göteborg har  gjort bandet till återkommande musikgäster i Bingolotto och Jul-Lotta.
Under 1996 uppträdde kören med hjälp av Hoppets Stjärna i Finland, Ryssland och Tjeckien. 1998 och 1999 samarbetade de med Barn i nöd under projektet "Filia" i Annedalskyrkan. 2002 sjöng kören tillsammans med Andraé Crouch.
2011 och 2015 besökte kören Chicago, USA. Efter resorna har kören genomfört flera musikaliska samarbeten med låtskrivare och musiker från Chicago. 2015 gjorde Cinque Cullar en liveinspelning i Sverige där kören medverkade.

## Diskografi
- 1994 – In His hands
- 1996 – Freedom
- 2000 – Thirst
- 2003 – Gospel around the world
- 2007 – Revelation
- 2009 – Silent Night (singel)
- 2015 – Life & Worship – Live in Sweden (tillsammans med Cinque Cullar)
- 2017 – LIVE for a cause (singel – liveinspelning med Jamie Meyer)
- 2018 – Not Ashamed (tillsammans med Robinson Mgbah)
- 2020 – Light Up The Night (Merry Christmas) (singel tillsammans med Kaiak)